# Éric Deblicker
Éric Deblicker, né le 17 avril 1952 à Neuilly-sur-Seine, est un joueur et entraîneur de tennis français.

## Biographie
En tant que joueur, Éric Deblicker a atteint une seule finale sur le circuit pro, à Madrid en 1976. Il est demi-finaliste à Aix-en-Provence en 1977. En 1979, il remporte son unique tournoi à Biarritz (catégorie Challenger). Il restera célèbre pour ses plongeons désespérés au filet.
C'est en tant qu'entraîneur qu'il se fit plus prolifique, en s'occupant de nombreux grands joueurs français : Thierry Tulasne, Henri Leconte, Arnaud Boetsch, Sébastien Grosjean et Richard Gasquet. Il fut aussi l'entraîneur de l'équipe de France de Coupe Davis entre 1986 et 1999 et le capitaine en 1988 et 1989. Éric Deblicker personnalité bien connue dans le monde du tennis est depuis 2009 directeur général de la section tennis du Lagardère Paris Racing et continue à suivre les exploits des joueurs qu'il a auparavant entraînés, plus particulièrement Richard Gasquet.
Côté vie privée, il eut la douleur de perdre sa femme le 19 septembre 1989. Hôtesse de l'air, elle fut l'une des victimes de l'attentat libyen du vol 772 UTA au-dessus du Ténéré. Il raconte son deuil et sa carrière dans une autobiographie qu'il écrit avec son fils, éditée en 2007.
Le 20 février 2017, il est nommé conseiller du nouveau président de la Fédération française de tennis.

## Palmarès

### Finale en simple messieurs
| No | Date       | Nom et lieu du tournoi              | Catégorie  | Dotation | Surface      | Vainqueur    | Score                   |  |
| -- | ---------- | ----------------------------------- | ---------- | -------- | ------------ | ------------ | ----------------------- |  |
| 1  | 26-04-1976 | Tournoi de tennis de Madrid, Madrid | Grand Prix | 30 000 $ | Terre (ext.) | Víctor Pecci | 7-5, 7-6, 3-6, 2-6, 6-4 |  |

## Parcours dans les tournois duGrand Chelem

### En simple
| Année | Open d'Australie | Open d'Australie | Internationaux de France | Internationaux de France | Wimbledon       | Wimbledon      | US Open         | US Open      |
| ----- | ---------------- | ---------------- | ------------------------ | ------------------------ | --------------- | -------------- | --------------- | ------------ |
| 1973  | —                | —                | 1er tour (1/64)          | Paul Gerken              | —               | —              | —               | —            |
| 1974  | —                | —                | 2e tour (1/32)           | Attila Korpas            | 2e tour (1/32)  | J-B. Chanfreau | —               | —            |
| 1975  | —                | —                | 1er tour (1/64)          | S. Baranyi               | —               | —              | —               | —            |
| 1976  | —                | —                | 1er tour (1/64)          | C. Barazzutti            | 1er tour (1/64) | Bernard Mitton | 1er tour (1/64) | I. El Shafei |
| 1977  | —                | —                | 3e tour (1/16)           | Brian Gottfried          | —               | —              | 1er tour (1/64) | Fred McNair  |
| 1978  | n.o.             | n.o.             | 1er tour (1/64)          | Björn Borg               | 2e tour (1/32)  | Rod Frawley    | —               | —            |
| 1979  | n.o.             | n.o.             | 1er tour (1/64)          | C. Barazzutti            | —               | —              | —               | —            |
| 1980  | n.o.             | n.o.             | 1er tour (1/64)          | C. Roger-Vasselin        | —               | —              | —               | —            |
| 1981  | n.o.             | n.o.             | 2e tour (1/32)           | Haroon Ismail            | —               | —              | —               | —            |
| 1982  | n.o.             | n.o.             | 1er tour (1/64)          | Fernando Luna            | —               | —              | —               | —            |

N.B. : à droite du résultat se trouve le nom de l'ultime adversaire.

### En double
| Année | Open d'Australie | Open d'Australie | Internationaux de France       | Internationaux de France | Wimbledon                    | Wimbledon          | US Open | US Open |
| ----- | ---------------- | ---------------- | ------------------------------ | ------------------------ | ---------------------------- | ------------------ | ------- | ------- |
| 1971  | —                | —                | 1er tour (1/64) J. Thamin      | Syd Ball G. Masters      | —                            | —                  | —       | —       |
| 1972  | —                | —                | —                              | —                        | —                            | —                  | —       | —       |
| 1973  | —                | —                | 1er tour (1/32) J. Thamin      | E. Montano J. Bergmann   | —                            | —                  | —       | —       |
| 1974  | —                | —                | 1er tour (1/32) J.-F. Caujolle | B. Gottfried R. Ramírez  | —                            | —                  | —       | —       |
| 1975  | —                | —                | 1/8 de finale D. Naegelen      | B. Gottfried R. Ramírez  | —                            | —                  | —       | —       |
| 1976  | —                | —                | —                              | —                        | 2e tour (1/16) Ti. Gullikson | W. Fibak K. Meiler | —       | —       |
| 1977  | —                | —                | 1/8 de finale P. Proisy        | B. Hewitt I. Năstase     | —                            | —                  | —       | —       |
| 1978  | n.o.             | n.o.             | 1er tour (1/32) P. Proisy      | Jan Kodeš Tomáš Šmíd     | —                            | —                  | —       | —       |
| 1979  | n.o.             | n.o.             | 2e tour (1/16) D. Bedel        | Gene Mayer Sandy Mayer   | —                            | —                  | —       | —       |
| 1980  | n.o.             | n.o.             | 1er tour (1/32) G. Goven       | Á. Fillol E. Montano     | —                            | —                  | —       | —       |
| 1981  | n.o.             | n.o.             | 1er tour (1/32) P. Proisy      | M. Günthardt B. Sisson   | —                            | —                  | —       | —       |

N.B. : le nom du ou de la partenaire se trouve sous le résultat ; le nom des ultimes adversaires se trouve à droite.

## Classement ATP en fin de saison

### En simple
| Année | 1973 | 1974 | 1975 | 1976 | 1977 | 1978 | 1979 | 1980 | 1981 | 1982 | 1983 |
| Rang  | 229  | 200  | 133  | 136  | 87   | 112  | 182  | 128  | NC   | 369  | 793  |